# ヴェイッコ・アンテロ・コスケンニエミ
ヴェイッコ・アンテロ・コスケンニエミ（フィンランド語: Veikko Antero Koskenniemi、1885年7月8日 - 1962年8月4日）は、フィンランドの詩人。ジャン・シベリウスの「フィンランディア」を作詞し、合唱版の「フィンランディア賛歌」をつくったことで知られる。
オウル出身。1921年にトゥルク大学の文学史教授に就き、1948年にはフィンランド・アカデミーに入った。トゥルクで亡くなった。
ヨハン・ヴォルフガング・フォン・ゲーテ、ヨハン・ルドヴィグ・ルーネベリ、象徴主義の影響を受け、かつては国内で最も人気のある作家のひとりだった。詩、紀行、エッセイで知られた。
1940年に発見された小惑星「コスケンニエミ」は彼にちなみ名づけられた。